# 4514 Vilen
4514 Vilen è un asteroide della fascia principale. Scoperto nel 1972, presenta un'orbita caratterizzata da un semiasse maggiore pari a 2,3450617 UA e da un'eccentricità di 0,1518452, inclinata di 7,96210° rispetto all'eclittica.